# Cranichis turkeliae
Cranichis turkeliae är en orkidéart som beskrevs av Eric Alston Christenson. Cranichis turkeliae ingår i släktet Cranichis, och familjen orkidéer.
Artens utbredningsområde är Ecuador. Inga underarter finns listade i Catalogue of Life.